# Adrian (Missouri)
Adrian és una població dels Estats Units a l'estat de Missouri. Segons el cens del 2000 tenia 1.780 habitants.

## Demografia
Segons el cens del 2000, Adrian tenia 1.780 habitants, 682 habitatges, i 469 famílies. La densitat de població era de 367,5 habitants per km².
Dels 682 habitatges en un 34,8% hi vivien nens de menys de 18 anys, en un 57,6% hi vivien parelles casades, en un 9,1% dones solteres, i en un 31,1% no eren unitats familiars. En el 28,4% dels habitatges hi vivien persones soles el 17,3% de les quals corresponia a persones de 65 anys o més que vivien soles. El nombre mitjà de persones vivint en cada habitatge era de 2,51 i el nombre mitjà de persones que vivien en cada família era de 3,07.
Per edats la població es repartia de la següent manera: un 26,6% tenia menys de 18 anys, un 8,7% entre 18 i 24, un 26,9% entre 25 i 44, un 17,3% de 45 a 60 i un 20,5% 65 anys o més.
L'edat mediana era de 37 anys. Per cada 100 dones de 18 o més anys hi havia 80,6 homes.
La renda mediana per habitatge era de 31.436 $ i la renda mediana per família de 39.125 $. Els homes tenien una renda mediana de 32.798 $ mentre que les dones 22.727 $. La renda per capita de la població era de 15.856 $. Entorn del 10,7% de les famílies i el 12,8% de la població estaven per davall del llindar de pobresa.

## Poblacions més properes
El següent diagrama mostra les poblacions més properes.